# 6041 Juterkilian
A 6041 Juterkilian (ideiglenes jelöléssel 1990 KL) egy marsközeli kisbolygó. Eleanor F. Helin fedezte fel 1990. május 21-én.